# Aspilota curtibasis
Aspilota curtibasis är en stekelart som beskrevs av Fischer 1971. Aspilota curtibasis ingår i släktet Aspilota och familjen bracksteklar. Inga underarter finns listade.